# Franck Bedrossian
Franck Bedrossian (París, 3 de febrer de 1971) és un compositor francès.

## Biografia
Després dels seus estudis de composició, orquestració i anàlisi al CNR de París, estudia composició amb Allain Gaussin i entra al Conservatori nacional superior de música i de dansa de París, on estudia amb Gérard Grisey i Marco Stroppa. Durant els anys 2002 i 2003, segueix el curs de composició i informàtica musical de la IRCAM i estudia de Philippe Leroux, Brian Ferneyhough, Tristany Murail i Philippe Manoury. Paral·lelament, completa la seva formació amb Helmut Lachenmann (Centre Acanthes 1999, Internationale Ensemble Modern Akademie 2004).
L'any 2001 rep beques de la Fondation Meyer i de la Fondation Bleustein-Blanchet pour la Vocation, i l'any 2004, el premi Hervé-Dugardin de la SACEM. L'any 2005, l'Institut de França (Académie des Beaux-Arts) li concedeix el Premi Pierre Cardin de composició musical.
Franck Bedrossian ha rebut també el premi dels joves compositors de la SACEM l'any 2007, i ha estat resident a la Vil·la Mèdici de l'Acadèmia de França a Roma, d'abril 2006 a abril 2008. És actualment professor associat de composició a la Universitat de Califòrnia a Berkeley. Les seves obres són principalment publicades per Éditions Billaudot i Verlag Neue Musik.

## Obra
Usualment es relaciona la seva música amb el moviment estètic de la musique saturée, juntament amb compositors com Yann Robin i Raphaël Cendo.
Les seves obres han estat interpretades a França i a l'estranger per conjunts reconeguts com l'Itinéraire, 2E2M, Ictus, Court-Circuit, Cairn, l'Ensemble Modern, Alternance, l'Ensemble InterContemporain, l'orquestra nacional de Lió, Contrechamps, San Francisco Contemporary Music Players, el quartet Danel, el quartet Diotima, en el marc dels festivals Àgora, Résonances, Manca, Musica Nova, Internacional Festival Cervantino, RTÉ Living Music Festival, Presències, l’Itinéraire de nuit, Musica Strasbourg, Ars Musica, Nuova Consonanza, Suona Francese, Le Primtemps des Arts de Monte-Carlo, el Festival internacional d'art líric d'Ais de Provença, Fabbrica Europa, Wien Modern, Archipel, Donaueschinger Musiktage, Maerzmusik i els cursos d'estiu de Darmstadt, entre d'altres.

## Llistat d'obres
- L'usage de la parole per a clarinet, violoncel i piano (1999) - [Éditions Billaudot]
- La solitude du coureur per a saxòfon alto (2000) - [Éditions Henry Lemoine]
- Pleine lune per a cor de nens, violí, fagot i contrabaix (2001)
- La conspiration du silence per a trenta-cinc músics (2001) - [Éditions Billaudot]
- Transmission per a fagot i electrònica (2002) - [Éditions Billaudot]
- Digital per a contrabaix, percussió i electrònica (2003) - [Éditions Billaudot]
- It per a flauta, clarinet, saxòfon alto, violí, violoncel, contrabaix i piano (2004-rev. 2007) - [Éditions Billaudot]
- Tracés d'ombres per a quartet de corda (2005 - 2007) - [Éditions Billaudot]
- charleston per a quinze músics (2005 - rev. 2007) - [Éditions Billaudot]
- Division per a clarinet baix, trombó, contrabaix, ensemble i electrònica (2006) - [Éditions Billaudot]
- Cérémonie pour six mains enchantées per a piano (2006)
- Lamento per a veus i electrònica (2007) - [Éditions Billaudot]
- Manifesto per a vuit instruments a vent (2008) - [Éditions Billaudot]
- Propaganda per a quartet de saxòfons i electrònica (2008) - [Éditions Billaudot]
- Bossa Nova per a acordió (2008) - [Éditions Billaudot]
- La conspiration du silence, versió per a catorze músics (2009) - [Éditions Billaudot]
- Swing per a onze músics (2009) - [Éditions Billaudot]
- Edges per a piano i percussió (2010) - [Éditions Billaudot]
- Epigram - cinq poèmes d'Emily Dickinson per a soprano i ensemble instrumental (2010) - [Éditions Billaudot]
- Accolade per a viola, flauta baixa i clarinet contrabaix (2011) - [Verlag Neue Musik]
- Itself per a orquestra simfònica (2012) - [Éditions Billaudot]
- Innersonic per a guitarra elèctrica i acordió (2012) - [Verlag Neue Musik]
- The Edges are no Longer Parallel per a piano i electrònica (2013) - [Éditions Billaudot]
- Swirl per a acordió, saxòfon solo i violoncel (2014) - [Verlag Neue Musik]
- Epigram II per a soprano i ensemble (2014) - [Éditions Billaudot]
- The Spider as any Artist per a violoncel sol (2014) - [Verlag Neue Musik]
- I Lost a World the Other Day per a acordió i quartet de corda (2015-2016) - [Verlag Neue Musik]
- We Met As Sparks per a flauta baixa, clarinet contrabaix, viola i violoncel (2015) - [Verlag Neue Musik]
- Twist per a orquestra i electrònica (2016) - [Verlag Neue Musik]
- Vayehi Erev Vayehi Boker (2017) per a ensemble - [Verlag Neue Musik]
- A chamber to be haunted (2018) per a dos violins - [Maison ONA]
- Pour les corps électriques (2018) per a piano preparat - [Maison ONA]
- Le lieu et la formule (2019) per a gran ensemble - [Maison ONA]
- Don Quixote concerto - Memories of a knight errant (2021) per a pianista, els seu assistent i orquestra de cambra - [Maison ONA]